# Funnelsjön
Funnelsjön är en sjö i Sundsvalls kommun i Medelpad och ingår i Indalsälvens huvudavrinningsområde. Sjön har en area på 0,102 kvadratkilometer och ligger 281,6 meter över havet.

## Delavrinningsområde
Funnelsjön ingår i det delavrinningsområde (697044-156044) som SMHI kallar för Inloppet i Stor-Skälsjön. Medelhöjden är 343 meter över havet och ytan är 11,75 kvadratkilometer. Räknas de 7 avrinningsområdena uppströms in blir den ackumulerade arean 45,57 kvadratkilometer. Kvarnån (Näckån) som avvattnar avrinningsområdet har biflödesordning 2, vilket innebär att vattnet flödar genom totalt 2 vattendrag innan det når havet efter 75 kilometer. Avrinningsområdet består mestadels av skog (91 procent). Avrinningsområdet har 0,1 kvadratkilometer vattenytor vilket ger det en sjöprocent på 0,9 procent.